# Cyperus sharpei
Cyperus sharpei är en halvgräsart som beskrevs av R.Booth, D.J.Moore och Hodgon. Cyperus sharpei ingår i släktet papyrusar, och familjen halvgräs.
Artens utbredningsområde är Queensland. Inga underarter finns listade i Catalogue of Life.